# Enix (Espagne)
Enix est une commune d’Espagne, dans la province d'Almería, communauté autonome d'Andalousie.

## Géographie

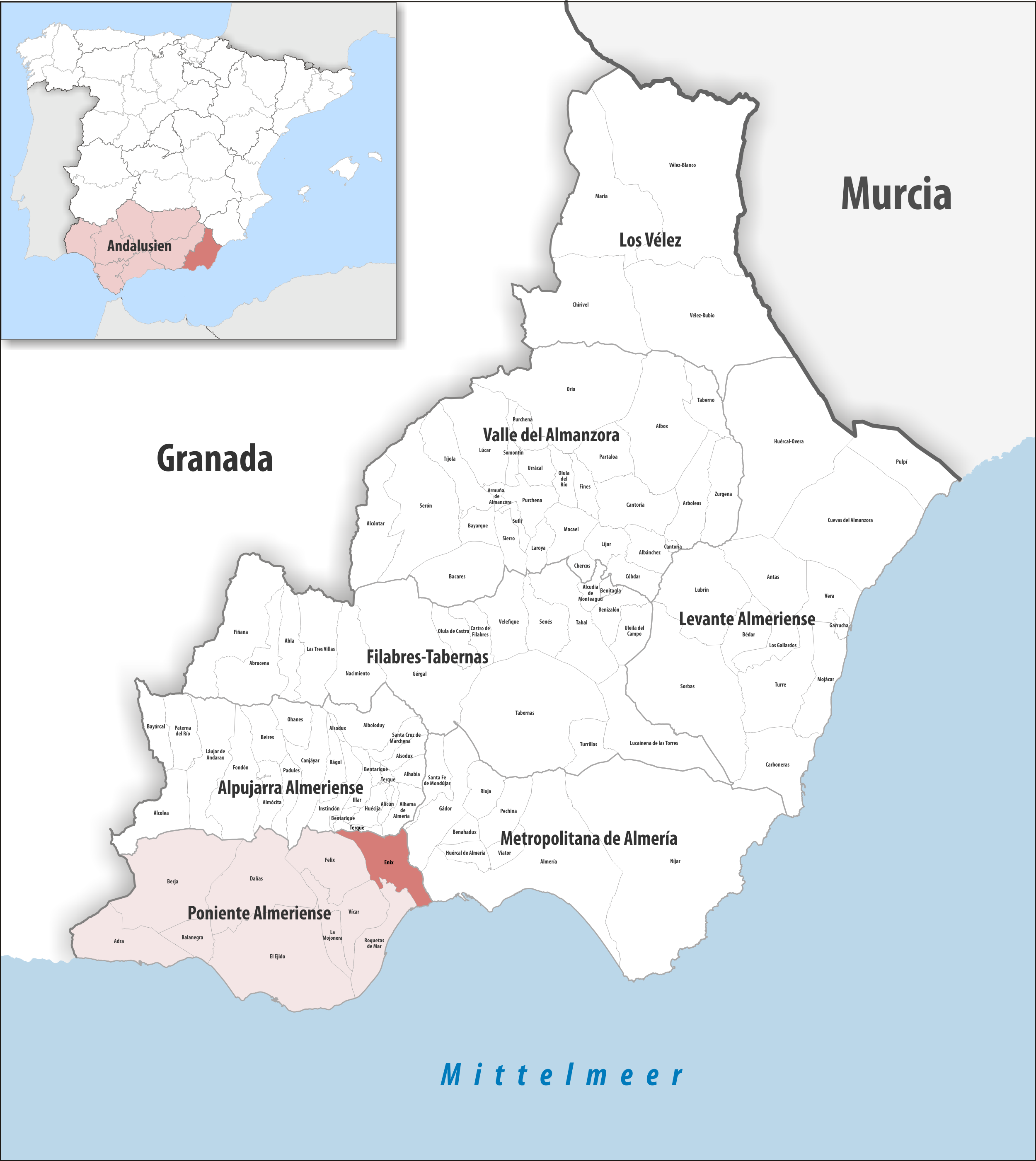
Enix dans la comarque Poniente almeriense, province d'Almería / en Andalousie

### Localisation
La commune d'Enix se trouve au bord de la côte méditerranéenne au sud-est de l'Espagne, dans le sud de la province d'Almería et au centre de la comarque Poniente almeriense.
Almería est à 31 km à l'est ;
Grenade à 167 km ouest-nord-ouest ;
Murcie à 246 km nord-est ;
Madrid à 568 km nord ;
Malaga à 201 km ouest ;
Gibraltar à 339 km ouest-sud-ouest (distances par route).

### Communes voisines
Enix jouxte Bentarique et Instinción au nord-ouest, uniquement par un quintipoint ; ce point est aussi l'endroit où se trouve la mare de la Chanata (es), petit espace humide protégé partagé entre Bentarique, Terque, Enix, Felix et Instinción.

## Administration
| Période                                  | Période | Identité | Étiquette | Qualité |
| ---------------------------------------- | ------- | -------- | --------- | ------- |
| N/A                                      | N/A     | N/A      | N/A       | Maire   |
| Les données manquantes sont à compléter. |         |          |           |         |

## Économie
Vin de pays Ribera del Andarax
Elle fait partie de la zone couverte par l'appellation « vin de pays » (es) (Vino de la Tierra) Ribera del Andarax (es),
une indication géographique réglementée en 2003. 21 communes en font partie, toutes dans la province d'Almería : 
Alboloduy, 
Alhabia, 
Alhama de Almería, 
Alicún, 
Almócita, 
Alsodux, 
Beires,
Bentarique, 
Canjáyar, 
Enix, 
Felix, 
Gérgal, 
Huécija,
Illar, 
Instinción, 
Nacimiento, 
Ohanes, 
Padules,
Rágol, 
Santa Cruz de Marchena,
Terque.

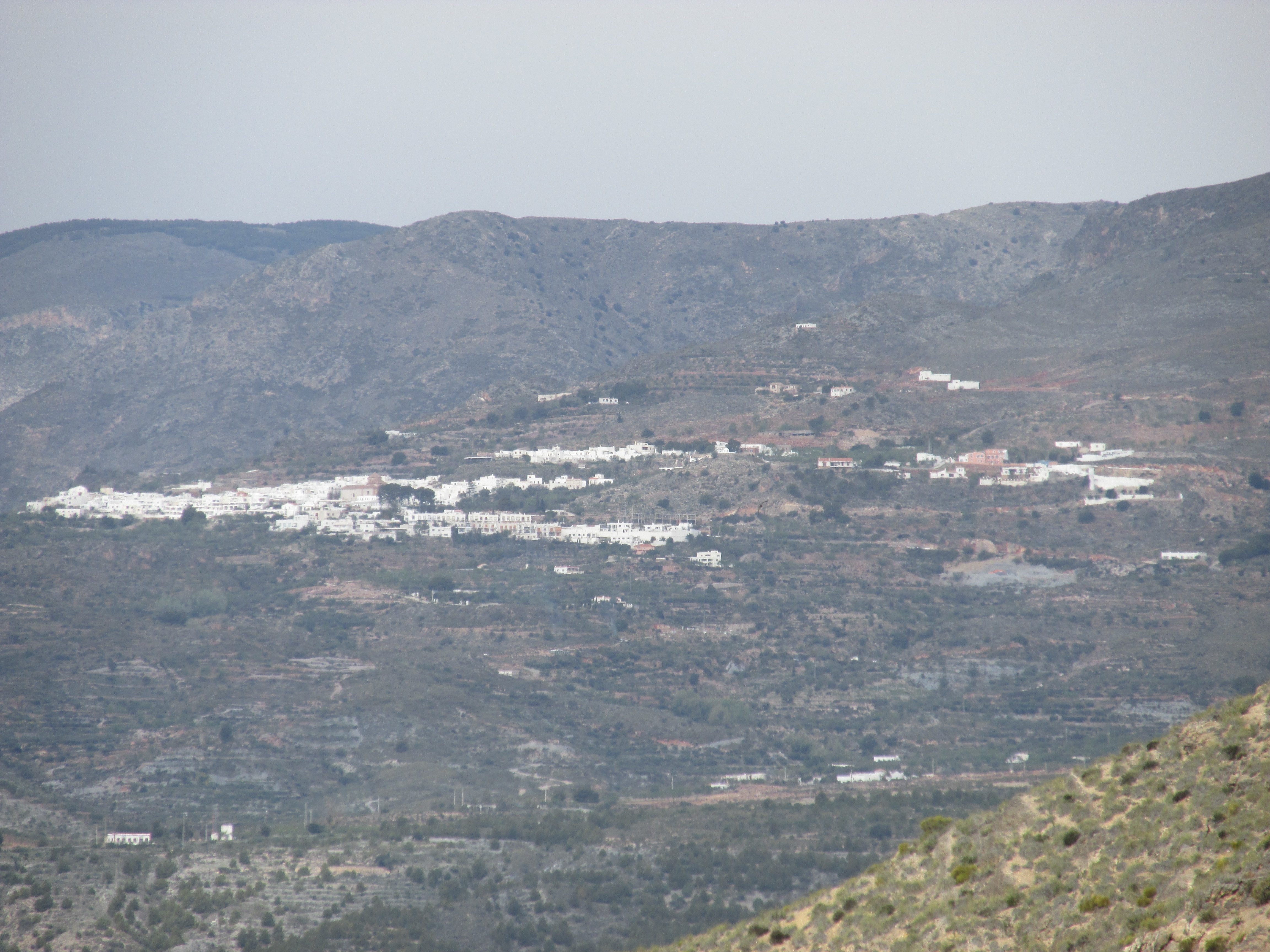
Le bourg, vu depuis la montagne
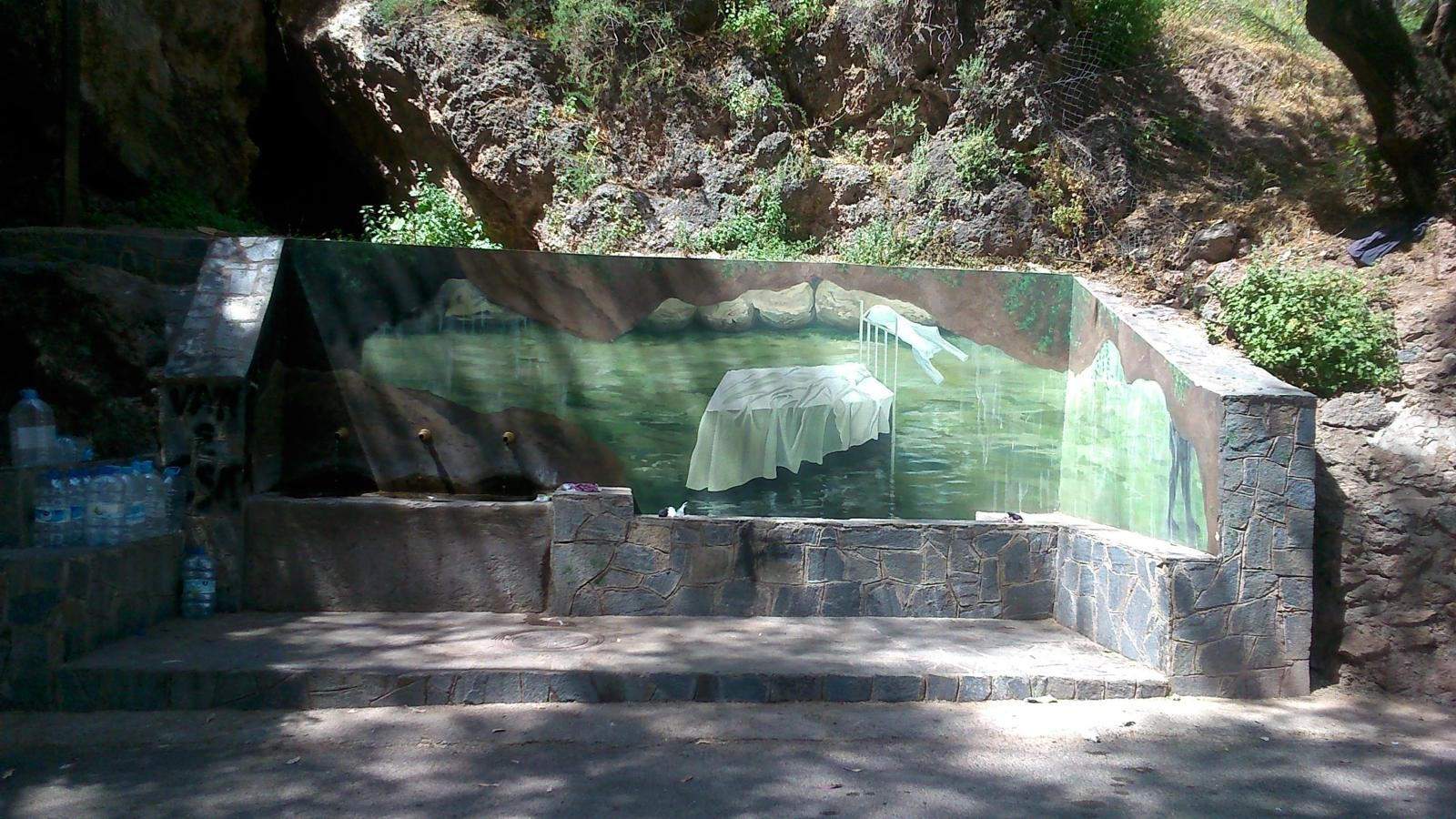
Une fontaine en ville
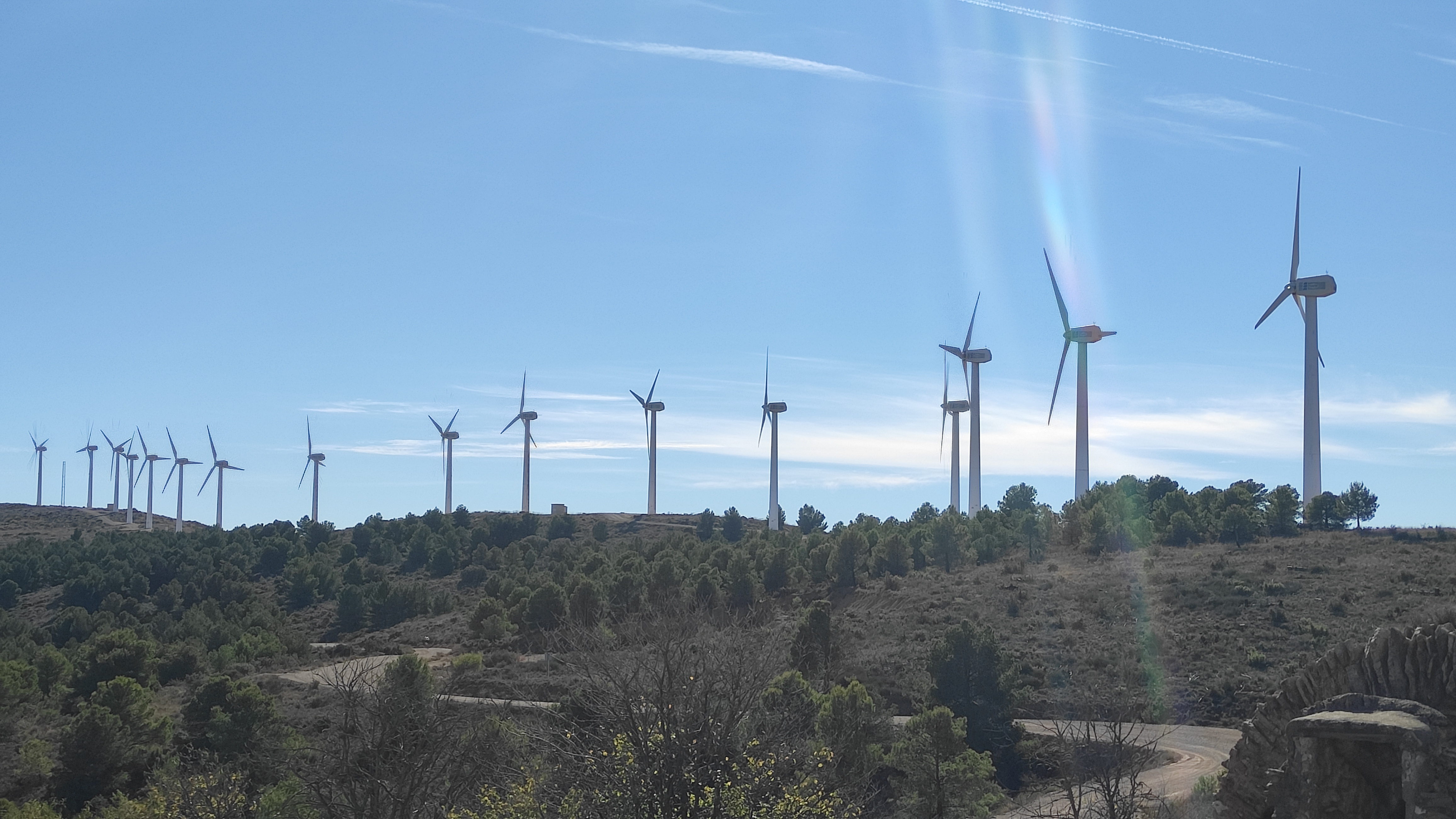
Éoliennes dans le nord de la commune, vers Terque
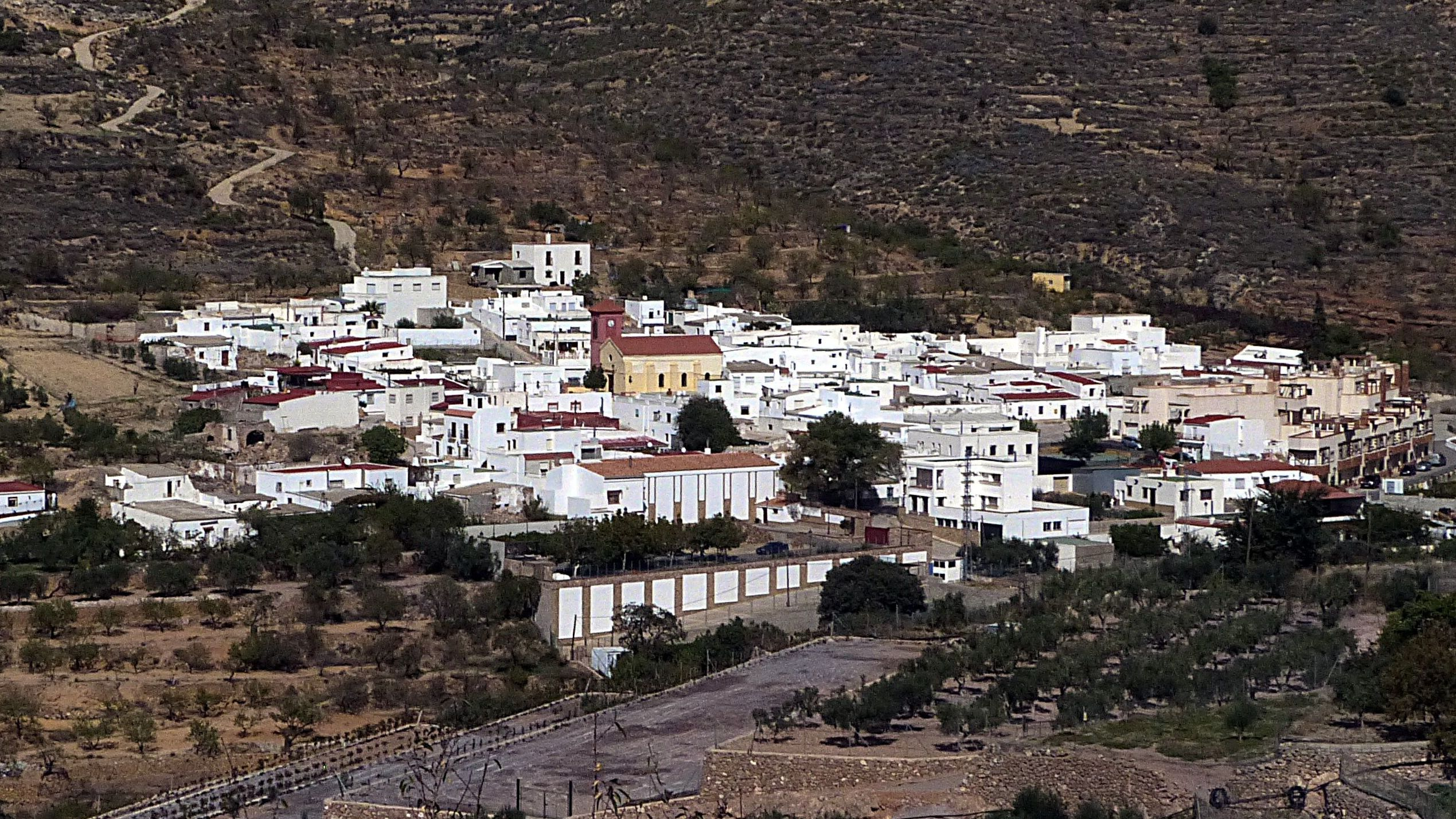
Hameau El Marchal de Antón López
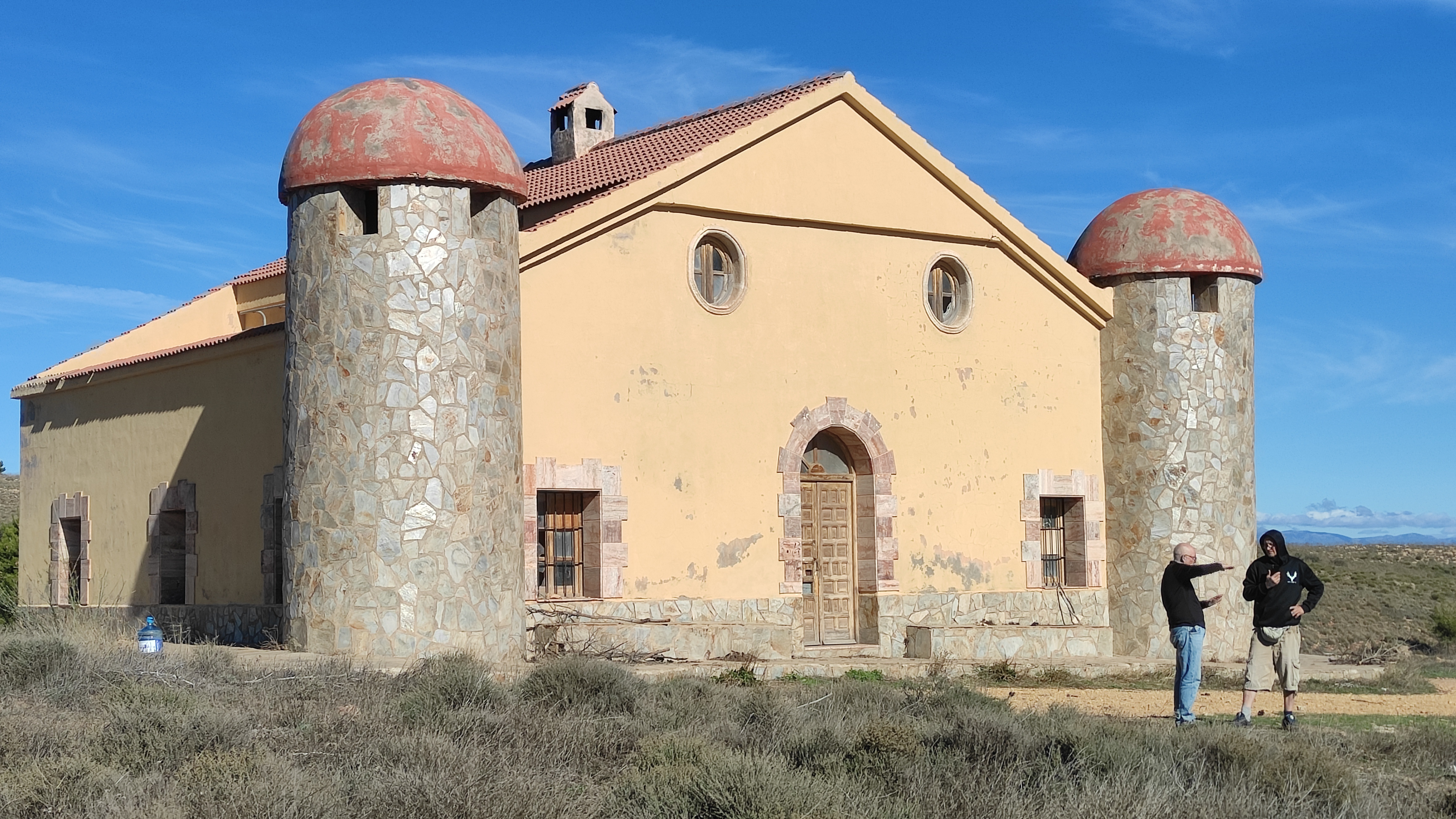
Cortijo de la Zarba
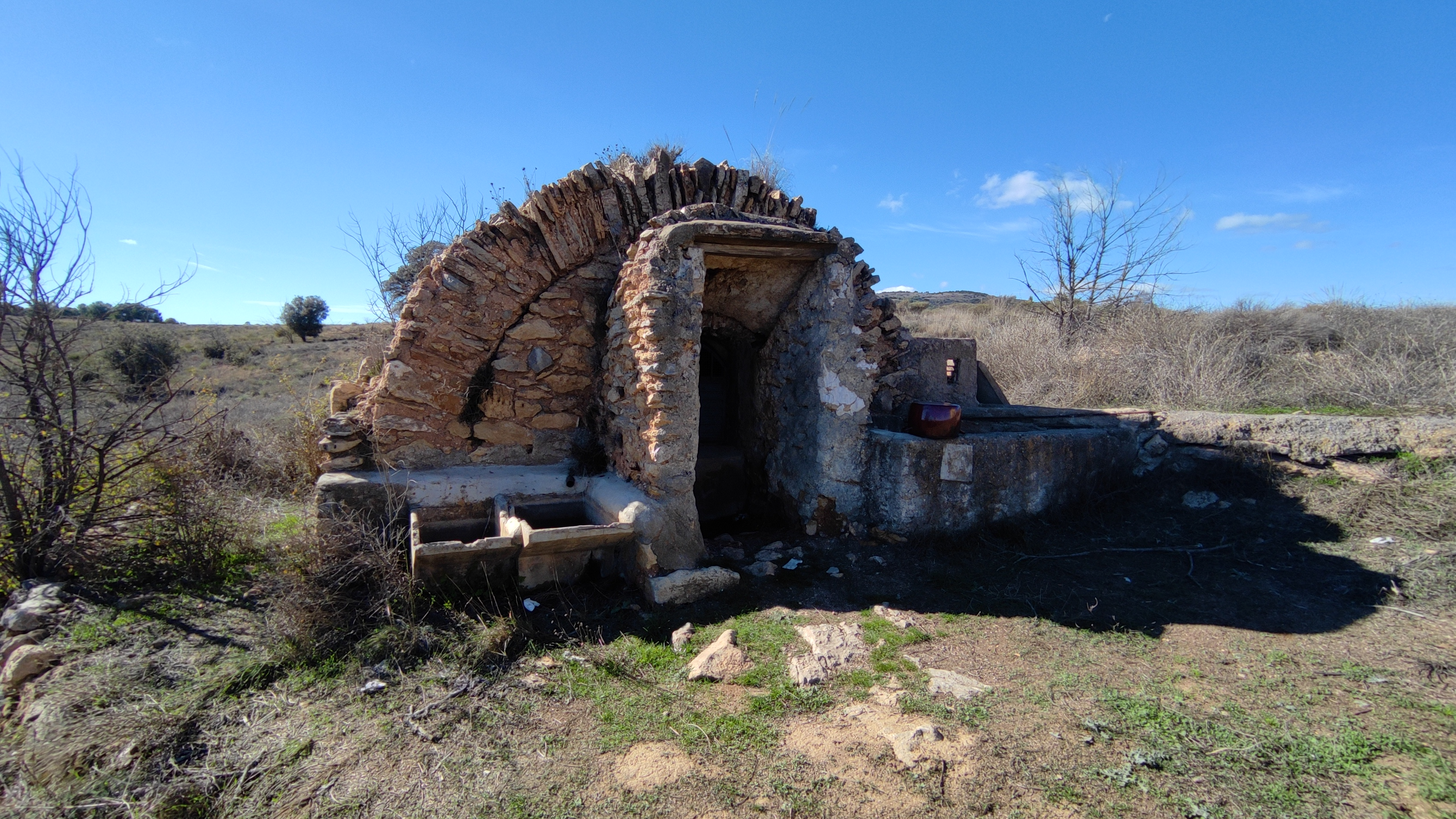
Aljibe de la Zarba